# 藤水咲桜
藤水 咲桜（ふじみず さくら、2001年〈平成13年〉3月23日 - ）は、日本の女性タレント、女優、グラビアアイドル。女性アイドルグループ・つりビットの元メンバー。神奈川県出身。NRC PRODUCTION所属。かつて、Sugar&Spice、日音に所属していた。

## 経歴
2013年5月22日、つりビットのメンバーとしてデビュー。デビュー楽曲は『スタートダッシュ』。
2014年9月20日、「ツリラブ」にて、二代目釣りセンターとして発表された。同年10月10日（釣りの日）にリリースされた配信シングル『Go!Go!Fishing』にて、センターを務めた  。
2016年5月12日発売の『週刊ヤングジャンプ』に『サキドルエースSURVIVAL』企画内で水着グラビアを掲載。7月4日発売の『週刊プレイボーイ』に水着グラビアを掲載。
2017年5月8日、「@JAM EXPO 2017」（神奈川・横浜アリーナにて8月26、27日開催）のオフィシャルナビゲーター就任を発表。5月27日、阿部夢梨（SUPER☆GiRLS）、一ノ瀬みか（神宿）と結成した同イベント限定ユニット「サクラノユメ。」がZepp DiverCity TOKYOで開催のポップカルチャーイベント「@JAM 2017」でお披露目された。6月16日、サクラノユメ。の新曲「ドリーム☆ロード」のミュージックビデオがYouTubeで公開された。。
2018年10月10日に初の電子書籍写真集『さくちん』を発売。12月6日発売の『週刊ヤングジャンプ』 2019年1/1号 にて初の表紙&巻頭グラビアを飾る。
2019年1月10日、『週刊ヤングジャンプ』創刊40周年を記念した「SS ELEVEN」に選抜される。同年3月24日、つりビット解散。6月2日、ドラマ日曜劇場（TBS）「集団左遷!!」第7話に出演。6月12日、我妻桃実（ハコイリ♡ムスメ）のトークイベント「ぽにょのともだち100人できるかな？」にゲスト出演。7月4日、SHOWROOM「安藤咲桜のさくらラウンジ」の隔週木曜日配信がスタート。
2020年は6月に『サクラサク!』、12月に『サクライロ!』といったイメージビデオをリリース。そのうち『サクラサク!』は徳間書店『アサヒ芸能』にて2020年グラビアアイドルDVD年間売り上げランキング1位と発表される。
2021年4月期放送、MBS / TBS「ガールガンレディ」にて連続ドラマ初レギュラーキャスト（デイジー役）。
2022年1月11日に発売された『週刊FLASH』にて、2月22日に1st写真集『さくら、はらり』を発売することを発表した。
2024年6月28日、自身のSNSにて芸名を「安藤咲桜」から「藤水咲桜（ふじみず さくら）」に改名したことを報告。また、株式会社日音を退所し、NRC PRODUCTIONに所属することを併せて報告した。

## 人物
- つりビット時代はMC&ボーカル隊長。担当色はピンク。釣りたい魚はカジキマグロであった。
- 特技は書道[1]。
- 自転車に乗れない。
- 兄の影響でWWEが好きで、一番好きなレスラーはランディ・オートン。ほかにもジョン・シナやザ・ロックも好き[18]。また、プロレスを観ることでアイドルとしての技量も培った[19]。
- サッカーでは横浜F・マリノスを応援しており、好きな選手はエウベル。DAZN『やべっちスタジアム』出演は自分で制作会社を調べ、マネージャーを通して売り込んで得たものである[17]。
- 少年漫画が大好きで、週刊少年ジャンプを愛読。アニメでは『鋼の錬金術師』を一番好きなアニメに挙げている。
- アイドル好きを公言しており、後述のアイドル番組MCを務めている縁もあり、様々なアイドルとの親交がある。
- つりビットのメンバー内で唯一ソロ楽曲『アイツのひざだっこ』がある。ライブでは曲の間奏で客席にラリアットを見舞うという演出がお決まりであった[20][21]。
- ヤングジャンプ誌上では『○年に1人のごにょ☆○○』、『次世代の「○年に1人の美少女」』と紹介された[22][23]。
- アイドル時代の仕事が芸能活動における土台になっており、MVでの演技がドラマ出演に役立ち、取材での受け答えがバラエティ出演時に役立った、ライブ出演経験が舞台仕事に、ラジオの仕事がナレーション仕事に役立つなど、ひとつひとつが個人活動に活かされていると述べている[17]。

## 出演

### イベント
- ぽにょのともだち100人できるかな？（2019年6月12日、阿佐ヶ谷ロフトＡ）

#### イベント限定ユニット「サクラノユメ。」
- @JAM 2017（2017年5月27日、Zepp DiverCity(TOKYO)）
- アイドル横丁夏まつり!!〜2017〜（2017年7月9日、横浜赤レンガパーク）
- 六本木アイドルフェスティバル2017 DAY-1（2017年7月29日、六本木ヒルズアリーナ）
- TOKYO IDOL FESTIVAL2017（2017年8月4日、お台場・青海周辺エリア）- SMILE GARDEN
- @JAM EXPO 2017 OFFICIAL BOOK EVENT Vol.3（2017年8月12日、HMV&BOOK TOKYO 7F）
- OTODAMA×@JAM SPECIAL COLLABORATION LIVE 2017（2017年8月18日、OTODAMA SEA STUDIO）
- @JAM EXPO 2017（2017年8月26日、横浜アリーナ） - オレンジステージ、ストロベリーステージ「EXPO Special JAM Session③」
- @JAM EXPO 2017（2017年8月27日、横浜アリーナ） - キウイステージ
- SUPER☆GiRLS定期公演Vol.10（2018年4月23日、TOKYO FM HALL） - ゲスト出演

### テレビ
- Kawaiian TV 二次元同好会 #3（2016年7月27日、Kawaiian TV） - 「HUNTER×HUNTER」を熱く語る。
- アイドルお宝くじ 六本木アイドルフェスティバル（2017年8月7日、テレビ朝日） - サクラノユメ。
- 東京アイドル戦線（2017年8月24日、テレビ東京） - ＠JAMについて、コメント、ライブ映像など - サクラノユメ。
- 大谷ノブ彦 あなたの好きを聞かせて #3（2018年9月21日、Kawaiian TV）
- WWE『PPVスーパー・ショーダウン』日本語実況版（2020年3月3日、JSPORTS） - 特別ゲスト出演

### テレビドラマ
- 集団左遷!! 第7話（2019年6月2日、TBS） - 大手百貨店の販売員 役
- この恋あたためますか 第5話（2020年11月17日、TBS） - 移動販売車の店員 役
- ガールガンレディ（2021年4月7日〈6日深夜〉 - 6月9日〈8日深夜〉、MBS） - デイジー 役[24]
- ファイトソング 第6話（2022年2月15日、TBS） - キャバ嬢 役

### 映画
- かぐや様は告らせたい～天才たちの恋愛頭脳戦～（2019年9月6日）

### 舞台
- bpm本公演「DRAGON BOWL」（2022年5月5日 - 8日、こくみん共済 coop ホール／スペース・ゼロ）

### ラジオ
- 安田大サーカスクロちゃんのアイドルステーション （2013年4月18日・2016年4月14日・2017年8月10日、目黒FM）- アシスタントMC
- 真夜中のハーリー&レイス（2016年6月7日、ラジオ日本）
- イケてるハーツの「TAKE UR HEARTs」（2018年1月11日、渋谷クロスFM） - 渋谷・シダックスカルチャービレッジ1Fにて公開生放送

### ネット配信
- TOKYO IDOL 会議中〜TIF 2016 直前SP!!〜（2016年7月22日、ニコニコ生放送）
- TOKYO IDOL NET presents アイドルと学ぶ『カメラ基礎講座』（2016年5月9日 - 、不定期、SHOWROOM）
- 「@JAM EXPO 2017」直前ニコ生特番（2016年8月8日、ニコニコ生放送） - サクラノユメ。
- 安藤咲桜のさくらラウンジ（2019年7月4日 - 2021年3月25日 隔週木曜日 / 2021年4月6日 - 11月30日 隔週火曜日、SHOWROOM）
- やべっちスタジアム（2022年9月11日 - 、DAZN）
- サッカーキング ハーフ・タイム （2022年9月14日、サッカーキングチャンネル）
- ときどき、カメラ部。（2022年9月27日 - 、YouTube）

### 出展
- TOKYO IDOL NET presents アイドルカメラ部 写真展（2017年5月16日 - 30日、原宿 FUJIFILM WONDER PHOTO SHOP 2F）[25]
- TOKYO IDOL NET presents アイドルカメラ部 写真展（2017年11月1日 - 14日、ヴィレッジ・ヴァンガード渋谷本店）
- TOKYO IDOL NET presents アイドルカメラ部 写真展 江の島 2018（2018年5月25日 - 6月13日、原宿 FUJIFILM WONDER PHOTO SHOP 2F）
- TOKYO IDOL NET presents アイドルカメラ部 写真展 2018 冬（2018年11月16日 - 29日、原宿 FUJIFILM WONDER PHOTO SHOP 2F）
- TOKYO IDOL NET presents アイドルカメラ部 写真展 2018 冬（2019年1月5日 - 2月4日、原宿 FUJIFILM WONDER PHOTO SHOP 2F / 梅田ロフト 正面1F入り口 第2ロフマ裏通路）
- TOKYO IDOL NET presents アイドルカメラ部 写真展 ソレイユの丘2019（2019年11月18日 - 28日、原宿 FUJIFILM WONDER PHOTO SHOP 2F）
- TOKYO IDOL NET presents アイドルカメラ部 写真展 猿島 2021（2021年5月22日 - 6月2日、原宿 FUJIFILM WONDER PHOTO SHOP 2F）
- TOKYO IDOL NET presents アイドルカメラ部 写真展 鎌倉 2022（2022年5月3日 - 15日、下北沢バロンデッセ / 5月13日 - 25日、原宿 FUJIFILM WONDER PHOTO SHOP 2F / 5月16日 - 26日、秋葉原和堂）
- ときどき、 カメラ部。 写真展in京都 （2022年10月18日 - 26日、FUJIFILM WONDER PHOTO SHOP 2F / 10月18日 - 30日、下北沢バロンデッセ (アートギャラリー) / 11月15日 - 28日、秋葉原 和堂）

## 作品

### イメージビデオ
- 『サクラサク!』（2020年6月26日、リバプール、LPFD-340）[26]

- 『サクライロ!』（2020年12月25日、リバプール、LPFD-344）[27]

## 書籍

### 写真集
- 『さくら、はらり』 （2022年2月22日、光文社）[13]

### 電子写真集
- 『さくちん』（2018年10月10日、集英社、週プレ グラジャパ）[28]

- 『おかえり、ヒロイン』（2020年3月13日、集英社、週プレ グラジャパ）[29][30]

- 『私を咲かせて』（2020年5月1日、光文社、FLASHデジタル写真集）[31]

- 『グラビアちゃんはバズりたい』（2021年5月15日、講談社、ヤンマガデジタル写真集）[32]

- 『20歳の夜』（2021年9月3日、光文社、FLASHデジタル写真集）[33]

- 『木漏れ日に、誘われて』（2021年12月9日、BOMB、デジタル写真集）[34]

- 『さくちん、満開』（2021年12月24日、BUBKA、デジタル写真集）[35]

### 雑誌等
- 『週刊プレイボーイ 2013年8/10号』(2013年10月15日、集英社) ※グラビア1点掲載
- 『週刊ヤングジャンプ No.24』(2016年5月12日、集英社) 「サキドルエースSURVIVAL SEASON5」にエントリー[36]。
- 『TopYell NEO』(2016年6月30日、竹書房) ※トークテーマ「私とプロレス」インタビュー記事
- 『週刊プレイボーイ×TOKYO IDOL FESTIVAL 2016 公式BOOK ナツ☆イチッ!〜この夏、輝くアイドル全員集合〜』(2016年7月25日、集英社) YJ連動企画「サキドルエースは誰だ!?」
- 『週刊アスキー 2017年4月号 秋葉原限定版』（2017年3月31日発行）※表紙
- 『週刊ヤングジャンプ No.25（通巻1825号）』（2017年5月18日、集英社） ※巻末グラビア[37]
- 『週刊プレイボーイ 2017年47号』（2017年11月6日、集英社） ※巻頭7ページ[38]
- 『週刊ヤングジャンプ No.14（通巻1864号）』（2018年3月8日、集英社） ※巻末グラビア[39]
- 『週刊ヤングジャンプ No.1』（2018年12月6日、集英社） ※表紙＆巻頭グラビア[40]
- 『週刊ヤングジャンプ No.6・7合併特大号』(2019年1月10日、集英社) ※表紙＆巻頭＆巻末グラビア 2019SS級ELEVEN[41]
- 『BUBKA（ブブカ） 2019年3月号』(2019年1月31日、白夜書房) ※インタビュー
- 『FLASH』(2022年1月11日、光文社) ※水着グラビア[13]
- 『週刊アスキー No.1385号』 （2022年5月3日、角川アスキー総合研究所）※表紙